# Raoul Labarre
Raoul Labarre, né à Molenbeek-Saint-Jean (Bruxelles) en 1902 et mort à Uccle en 1987, est un peintre et aquarelliste belge.
Il pratiqua divers genres, comme le paysage, les scènes d'intérieur, les natures mortes et les peintures de marines.
Comme l'écrit Jean Groffier sur Raoul Labarre : « c'est un paysagiste qui recherche avant tout une synthèse... : grand ciel, des arbres, l'eau. En conséquence, il obtient des effets sobres et puissants ; il émotionne avec simplicité et force à la façon de Verhaeren ».
Le Musée d'Ixelles conserve une de ses œuvres.

## Exposition
- octobre 1933 à la galerie de la Boîte à Couleurs[3], 70, avenue du Midi.